# Kościuki (rejon dokszycki)
Kościuki (biał. Касцюкі; ros. Костюки) – wieś na Białorusi, w obwodzie witebskim, w rejonie dokszyckim, w sielsowiecie Dokszyce.

## Historia
W czasach zaborów wieś w granicach Imperium Rosyjskiego.
W dwudziestoleciu międzywojennym wieś leżała w Polsce, w województwie wileńskim, w powiecie dziśnieńskim, w gminie Dokszyce.
Według Powszechnego Spisu Ludności z 1921 roku zamieszkiwało tu 99 osób, wszystkie były wyznania prawosławnego i zadeklarowały białoruską przynależność narodową. Było tu 16 budynków mieszkalnych. W 1931 w 22 domach zamieszkiwało 120 osób.
Miejscowość należała do parafii prawosławnej w Dokszycach. Podlegała pod Sąd Grodzki w Dokszycach i Okręgowy w Wilnie; właściwy urząd pocztowy mieścił się w Dokszycach.